# 阿塞拜疆国民大会
阿塞拜疆国民大会是阿塞拜疆民主共和国首个立法机构，存在于1918年5月27日至1918年6月17日以及1918年11月16日至1918年12月3日。它由通过全国大选形成的阿塞拜疆议会取代。梅姆德·埃明·拉苏尔扎德担任了阿塞拜疆国民大会主席。